# Остапчук, Евгения Владимировна
Евгения Владимировна Остапчук (рум. Eugenia Ostapciuc; род. 19 октября 1947, с. Фынтыница, Сорокский район, Молдавская ССР, СССР) — советский и молдавский политический деятель. Председатель парламента Республики Молдова с 20 марта 2001 по 24 марта 2005 года. Депутат Парламента Республики Молдова III—VII созывов с 9 апреля 1998 по 24 декабря 2010 года.

## Биография
Евгения Владимировна Остапчук родилась 19 октября 1947 года в селе Фынтыница Сорокского района Молдавии.
Образование: Кишинёвский техникум советской торговли, Московский институт народного хозяйства им. Г. В. Плеханова (Замоскворечье, Стремянный пер., 28).
1966—1988 гг. — инженер-технолог, заместителя директора, директора треста общественного питания, г. Сороки.
1988—1995 гг. — генеральный директор управления торговли г. Сороки.
1995—1998 гг. — заместитель директора ассоциации «Логос», г. Кишинёв.
Март 1998 г. — март 2001 г. — депутат парламента Республики Молдова. Избрана по списку Партии коммунистов Республики Молдова (ПКРМ). Секретарь парламентской фракции ПКРМ, член Постоянной комиссии по социальной защите, здравоохранению и семье.
Март 2001 г. — избрана депутатом парламента Республики Молдова по списку Партии коммунистов Республики Молдова (ПКРМ).
20 марта 2001 г. — 24 марта 2005 г. — председатель парламента Республики Молдова.
6 марта 2005 г. — избрана депутатом парламента Республики Молдова по списку Партии коммунистов Республики Молдова (ПКРМ). Член Постоянного бюро парламента.
В 1972—1979 гг. избиралась депутатом городского Совета народных депутатов г. Сороки.
Член КПСС с 1960-х по август 1991 г. Членом ЦК Коммунистической партии Молдавии в 1980-х — 1991 гг.
Член Партии коммунистов Республики Молдова (ПКРМ), одна из создателей ПКРМ. В 1990-х гг. — руководитель Сорокского райкома ПКРМ. Член Политисполкома ЦК ПКРМ.

## Награды
- Орден Республики (18 октября 2007) — за долголетний плодотворный труд в высших государственных органах, значительный вклад в совершенствование законодательства и активную организаторскую и общественную деятельность[1].
- Орден «Содружество» (25 марта 2002, Совет Межпарламентской Ассамблеи государств — участников Содружества Независимых Государств) — за активное участие в деятельности Межпарламентской Ассамблеи и её органов, вклад в укрепление дружбы между народами государств — участников Содружества[2].
- Медаль «МПА СНГ. 25 лет» (27 марта 2017, Межпарламентская ассамблея СНГ) — за заслуги в деле развития и укрепления парламентаризма, за вклад в развитие и совершенствование правовых основ функционирования Содружества Независимых Государств, укрепление международных связей и межпарламентского сотрудничества[3].